# АЕС Юрагуа

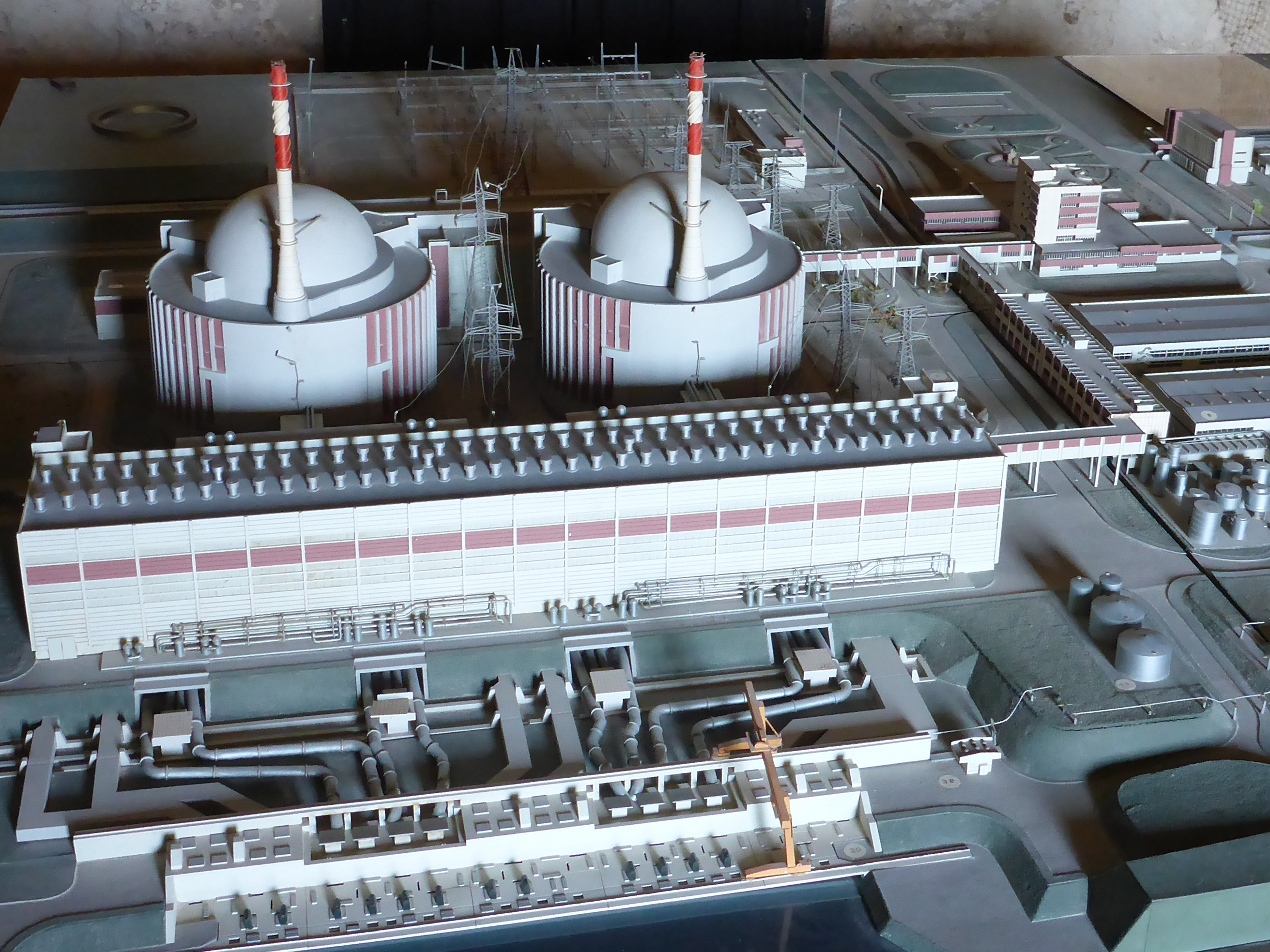
Модель першої частини електростанції.

Атомна електростанція Юрагуа (ісп. Central Nuclear Juragua) — недобудована атомна електростанція на Кубі. Вона розташована поблизу міста Ягуа в провінції Сьєнфуегос. Вона мала мати чотири реактори з водою під тиском ВВЕР. Будівництво електростанції було скасовано в 1992 році через економічні причини Куби та розпад Радянського Союзу.

## Історія та технічна інформація

### Витоки
Кубинський інтерес до мирного використання атомної енергії почався в 1956 році, коли між Кубою та Сполученими Штатами було підписано угоду про співпрацю щодо цивільного використання атомної енергії. Ця угода означала можливість подальшого співробітництва двох держав у сфері проєктування, будівництва та експлуатації атомних електростанцій. Цю угоду було досягнуто під час тодішнього президента Куби Фульхенсіо Батисти, пізніше скинутого кубинською революцією в 1959 році. Угода була фактично анульована під час кубинської ракетної кризи в жовтні 1962 року.

#### Угода з Радянським Союзом
У 1967 між СРСР і Кубою були укладені угоди про надання Кубі дослідницького реактора для експериментальних і навчальних цілей, а також про допомогу в установці та експлуатації ядерних установок. У 1975 р. СРСР і Куба підписали угоди про «Співробітництво в галузі мирного використання атомної енергії» і «Встановлення прямого науково-технічного співробітництва в галузі використання атомної енергії».
У 1976 році було підписано угоду про будівництво чотирьох енергоблоків з реакторами типу ВВЕР-440/318 валовою потужністю 440 МВт кожен. АЕС мала бути розташована в південній частині провінції Сьєнфуегос.

### Будівництво
Усі реактори повинні були охолоджуватися водою з Карибського моря.
Будівництво першого енергоблоку почалося 1 жовтня 1983 року. Це був водоводяний шестиконтурний реактор ВВЕР-440/318. Специфіка цього типу реактора полягає в тому, що він містив крижану захисну оболонку конденсатора, якої не було у штатного ВВЕР-440/213. Розроблено у співпраці СРСР і Фінляндії. Валова потужність першого блоку мала становити 440 МВт, а чиста потужність за вирахуванням власних потреб блоку — 417 МВт.
Будівництво другого блоку почалося 1 лютого 1985 року. Тип і концепція реактора, технічні характеристики і продуктивність залишилися незмінними. У будівництві також брали участь робітники з тодішньої Чехословаччини.
Планувалося ще два ідентичних блоки, для яких повністю підготували будівельний майданчик.

### Завершення будівництва
Коли в 1991 році СРСР розпався, економічне співробітництво з Росією було послаблено. Оскільки Росія хотіла продовжити будівництво прибутковим способом, між двома сторонами виникла суперечка щодо фінансування. Незважаючи на це, у квітні 1992 року Росія погодилася продовжити будівництво, якщо Куба погасить кредит, наданий Радянським Союзом на будівництво, і візьме на себе будь-які додаткові витрати, які можуть виникнути. Через це Куба вирішила заморозити будівництво. Згодом планувалося продовжити будівництво. З 5 вересня 1992 року будівництво заморозили до подальшого розпорядження. На той час перший реактор був готовий приблизно на 90 %, а другий — приблизно на 25 %.
У 1995 році дискусія про відновлення будівництва в Юрагуа відновилася. Зокрема США вважали, що реактори не відповідають західним стандартам безпеки. Занепокоєння викликав і той факт, що на той час Куба ще не підписала Договір про нерозповсюдження ядерної зброї. У січні 1997 року Кастро відклав проєкт на невизначений термін. Обстеження будівлі показало, що 15 % усіх зварних швів мають дефекти. У листопаді 1998 року Міжнародне агентство з атомної енергії оцінило вартість можливого завершення реактора 1 приблизно в 600 мільйонів доларів. Під час свого державного візиту на Кубу в грудні 2000 року російський президент Володимир Путін нарешті оголосив на пресконференції про остаточне припинення проєкту атомної електростанції в Юрагуа, оскільки жодна зі сторін не мала справжнього інтересу в тому, щоб щось робити з цим проєктом.
У 2004 році зі станції було вилучено турбіну, яка згодом замінила зруйновану турбіну на тепловій електростанції Гітерас.

## Інформація про реактори
| Реактор  | Тип реактора | Продуктивність | Продуктивність | Початок будівництва | Підключення до мережі                          | Введення в експлуатацію                        | Закриття |
| Реактор  | Тип реактора | Нетто          | Брутто         | Початок будівництва | Підключення до мережі                          | Введення в експлуатацію                        | Закриття |
| -------- | ------------ | -------------- | -------------- | ------------------- | ---------------------------------------------- | ---------------------------------------------- | -------- |
| Юрагуа-1 | ВВЕР-440/318 | 417 МВт        | 440 МВт        | 1. 10. 1983         | Будівництво скасовано 5. 9. 1992 року          | Будівництво скасовано 5. 9. 1992 року          |          |
| Юрагуа-2 | ВВЕР-440/318 | 417 МВт        | 440 МВт        | 1. 2. 1985          | Будівництво скасовано 5. 9. 1992 року          | Будівництво скасовано 5. 9. 1992 року          |          |
| Юрагуа-3 | ВВЕР-440/318 | 408 МВт        | 440 МВт        |                     | Підготовка до будівництва скасована 5. 9. 1992 | Підготовка до будівництва скасована 5. 9. 1992 |          |
| Юрагуа-4 | ВВЕР-440/318 | 408 МВт        | 440 МВт        |                     | Підготовка до будівництва скасована 5. 9. 1992 | Підготовка до будівництва скасована 5. 9. 1992 |          |